# Adam Woryna
Adam Dominik Woryna – polski matematyk, doktor habilitowany nauk matematycznych, profesor Politechniki Śląskiej, specjalista od algebry oraz teorii grup.

## Kariera naukowa
W 2001 roku na Politechnice Śląskiej uzyskał tytuł magistra inżyniera matematyki. W 2005 roku na Wydziale Matematyki, Fizyki i Chemii Uniwersytetu Śląskiego w Katowicach uzyskał stopień doktora nauk matematycznych w zakresie matematyki na podstawie rozprawy pt. Automaty Mealy'ego zmienne w czasie i grupy generowane przez te automaty, której promotorem był prof. Witalij Suszczański. W tym samym roku został zatrudniony na Politechnice Śląskiej. W 2019 roku Wydział Matematyki, Fizyki i Chemii UŚ nadał mu stopień doktora habilitowanego nauk matematycznych w dyscyplinie matematyki na podstawie pracy pt. Automaty przetworniki a topologiczne generowanie splotów grup.